# Amok (Sentenced)
Amok è il terzo album della band finlandese Sentenced, pubblicato dalla Century Media nel 1995.

## Tracce
1. The War Ain't Over – 4:18
2. Phenix – 5:33
3. New Age Messiah – 4:28
4. Forever Lost – 7:15
5. Funeral Spring – 3:54
6. Nepenthe – 3:52
7. Dance On The Grave (Lil' Siztah) – 4:27
8. Moon Magick – 4:45
9. The Golden Stream Of Lapland – 4:58

## Formazione
- Taneli Jarva - basso e voce
- Miika Tenkula - chitarra
- Sami Lopakka - chitarra
- Vesa Ranta - batteria